# Eric Wohlberg
Eric Wohlberg (Greater Sudbury, 8 gennaio 1965) è un dirigente sportivo ed ex ciclista su strada canadese. Professionista dal 1996 al 2008, in carriera ha corso otto edizioni dei campionati del mondo e tre dei Giochi olimpici; vanta inoltre numerose vittorie su strada, quasi tutte conseguite nel circuito nordamericano, oltre ad esser stato otto volte di fila campione nazionale a cronometro dal 1996 al 2003.
Dopo il ritiro dalle corse, tra il 2009 e il 2010 è stato nello staff della statunitense Bissell prima di passare, nel 2012, nello staff del team Optum (noto dal 2016 al 2021 come Rally Cycling e dal 2022 come Human Powered Health).

## Palmarès

### Strada
- 1995 (Dilettanti)

Classifica generale Grand Prix de Beauce
- 1996 (Shaklee, due vittorie)

Classifica generale Tour de Hokkaido
Campionati canadesi, Cronometro
- 1997 (Shaklee, tre vittorie)

1ª tappa Tour de Toona
1ª tappa Tour de Langkawi (Kota Kinabalu > Kota Kinabalu)
Campionati canadesi, Cronometro
- 1998 (Australian Post/Shaklee, quattro vittorie)

6ª tappa Tour de Toona
14ª tappa Tour of Ohio
Campionati canadesi, Cronometro
Giochi del Commonwealth, Cronometro (Kuala Lumpur)
- 1999 (Shaklee, cinque vittorie)

8ª tappa Tour de Langkawi (Kuantan > Kuala Terengganu)
Prologo Grand Prix de Beauce (Québec > Québec)
4ª tappa, 1ª semitappa Grand Prix de Beauce (Beauceville > Beauceville, cronometro)
Campionati canadesi, Cronometro
XIII Giochi panamericani, cronometro
- 2000 (Shaklee, quattro vittorie)

3ª tappa Tour de Hokkaido
Classifica generale Tour de Hokkaido
8ª tappa, 1ª semitappa Herald Sun Tour (Rochester > Rochester, cronometro)
Campionati canadesi, Cronometro
- 2001 (Saturn, una vittoria)

Campionati canadesi, Cronometro
- 2002 (Saturn, tre vittorie)

Classifica generale Tour de Nez
9ª tappa Tour of Southland (Te Anau > Lumsden)
Campionati canadesi, Cronometro
- 2003 (Saturn, sei vittorie)

1ª tappa Joe Martin Stage Race (Fayetteville)
1ª tappa, 1ª semitappa Tour of Connecticut (New Haven)
Campionati canadesi, Cronometro
Tour de Nez
5ª tappa Herald Sun Tour (Camperdown > Warnambool)
1ª tappa Tour of Queensland (Bundaberg)
- 2004 (Sierra Nevada Cycling, cinque vittorie)

2ª tappa, 1ª semitappa Tour of Wellington (Featherston > Masterton)
Classifica generale Tour of Wellington
5ª tappa Tour de Langkawi (Malacca > Malacca)
Tour of Elk Grove
Esparto
- 2005 (Symmetrics, una vittoria)

2ª tappa Cougar Mountain
- 2006 (Symmetrics, tre vittorie)

3ª tappa Vuelta Sonora (Arizpe > Ures)
1ª tappa Joe Martin Stage Race (Fayetteville)
1ª tappa, 1ª semitappa Tour of Connecticut (New Haven)
- 2007 (Symmetrics, una vittoria)

1ª tappa Vuelta a El Salvador
- 2008 (Symmetrics, una vittoria)

3ª tappa Tour de Nez (Tahoe > Tahoe)

#### Altri successi
- 1997 (Shaklee)

1ª tappa Wichita Falls Race
2ª tappa Wichita Falls Race
3ª tappa Wichita Falls Race
Classifica generale Wichita Falls Race
Criterium di Sommersfield
- 1998 (Australian Post/Shaklee)

3ª tappa Wichita Falls Race
Criterium di Manitoba
Criterium di Santa Rosa
- 1999 (Shaklee)

1ª tappa GP Bermuda
Classifica generale GP Bermuda
3ª tappa Wichita Falls Race
Classifica generale Wichita Falls Race
4ª tappa Wendy's International Cycling Classic
Criterium di Parker
Criterium di Sommersfield
- 2000 (Shaklee)

Criterium di Santa Cruz
2ª tappa Wendy's International Cycling Classic
1ª tappa Solano Bicycle Classic
Classifica generale Solano Bicycle Classic
1ª tappa Fitchburg Longsjo Classic
1ª tappa Dayton
Classifica generale Dayton
3ª tappa Wichita Falls Race
- 2001 (Saturn)

Cat's Hill Classic
1ª tappa Solano Bicycle Classic
Prologo Tour of Willamette
Classifica generale Tour of Willamette
1ª tappa Fitchburg Longsjo Classic
Classifica generale Fitchburg Longsjo Classic
5ª tappa Tour of Southland (Athol > Crown Range)
6ª tappa Tour of Southland (Arrowtown)
Criterium di Sommersfield
- 2002 (Saturn)

Cat's Hill Classic
- 2003 (Saturn)

3ª tappa Solano Bicycle Classic
Corral Harrow
Nevada City Classic
Criterium di Winters
Criterium di San Francisco
- 2004 (Sierra Nevada Cycling)

Rancho Cordova
Criterium di San Francisco
- 2006 (Symmetrics)

3ª tappa Vuelta a El Salvador (Chalatanengo, cronosquadre)
- 2007 (Symmetrics)

Pine Flat
Panoche Valley Road Race
Criterium di Davis
4ª tappa Vuelta a El Salvador (Chalatanengo, cronosquadre)
- 2008 (Symmetrics)

Criterium di Snelling
Panoche Valley Road Race
Dunnigan Hills
McLane Pacific Classic
Esparto

## Piazzamenti

### Competizioni mondiali
- Campionato del mondo

Duitama 1995 - In linea dilettanti: 27º
Lugano 1996 - Cronometro: 27º
Lugano 1996 - In linea: ritirato
San Sebastián 1997 - Cronometro: 29º
San Sebastián 1997 - In linea: ritirato
Treviso 1999 - Cronometro: 25º
Lisbona 2001 - Cronometro: 27º
Zolder 2002 - Cronometro: 19º
Hamilton 2003 - Cronometro: 24º
Hamilton 2003 - In linea: 105º
Verona 2004 - Cronometro: 22º
Madrid 2005 - Cronometro: 34º
- Giochi olimpici

Atlanta 1996 - In linea: 80º
Atlanta 1996 - Cronometro: 26º
Sydney 2000 - In linea: 72º
Sydney 2000 - Cronometro: 20º
Atene 2004 - In linea: ritirato
Atene 2004 - Cronometro: 17º